#www.rastko.net/whoiswho Ђорђе Јанковић
Ђорђе Јанковић (Београд, 1947 – Београд, 12. новембар 2016) био је српски археолог и професор универзитета.
Руководио је бројним археолошким истраживањима на територији бивше Југославије.

Аутор је чланака, расправа и монографија о касноантичкој и средњовековној археологији Западног Балкана, посебно о археологији Словена и Срба од значаја за разјашњавање етногенетских процеса.

На основу сопствених истраживања од касних 1980-их заступа теорију о подунавском пореклу Словена и њиховој присутности на Балкану и пре Велике сеобе, чему нова мултидисциплинарна истраживања дају за право.

## Биографија
Дипломирао је археологију на Филозофском факултету у Београду.

Стручни рад је започео 1971. године у Музеју Крајине у Неготину, а од 1977. до 1978. запослен је у Археолошком институту у Београду, а потом на Филозофском факултету, као асистент за средњовековну археологију.

Магистрирао је 1977. са темом Обала Дунава између Сипа и ушћа Тимока у VI-XII веку, а са темом Становништво Балкана у VI и почетком VII столећа докторира 1987. године.

У звање доцента изабран је 1988. године, а за шефа Катедре за средњовековну археологију 1997. године. Ову дужност је обављао до 2008. године.
Радио је као професор на Академији за уметност и консервацију СПЦ а својевремено и као продекан за наставу ове установе.

Др Јанковић је био председник Српског археолошког друштва од 2003. до 2007. године, а такође и уредник научног часописа Гласник Српског археолошког друштва.

## Изабрана библиографија

### Монографије
- Подунавски део области Аквиса у VI и почетком VII века, Археолошки институт, Грађа 5, Београд 1981, 1-194, – La partie danubienne de la region d’Aquis au VIe et au debut du VII siecle, 195-232.
- Гамзиград касноантички царски дворац, коауторски: Драгослав Срејовић, Анка Лаловић и Ђ. Јанковић, САНУ, Београд, 1983.
- Словени у југословенском Подунављу, коауторски Милица Јанковић и Ђ. Јанковић, Музеј града Београда, Београд 1990, 1-141, – Les Slaves du bassin danubien Yougoslave, 143-149.
- Српске громиле, Свесловенски савез и НИП „Књижевна реч“, Београд, 1998. –
- Јанковић, Ђорђе (2007). Српско Поморје од 7. до 10. столећа (PDF). Београд: Српско археолошко друштво.
- Манастир Тврдош, изд. Манастир Тврдош, 2010.
- Јанковић, Ђорђе (2015). Предање и историја Цркве Срба у светлу археологије: Кратак преглед од почетка до турске окупације. Београд: Хришћанска мисао.

### Чланци
- „Покретни налази са некрополе и утврђења код Кладова“, „Старинар“ XXIV-XXV, Београд 1973-1974 (1974), 201-225, –„Le mobilier archeologique de la necropole et de la forteresse pres de, Kladovo“, 226.
- „Средњовековна грнчарија доњег српског Подунавља“, Balcanoslavica 3, Прилеп-Неготин 1974 (1975), 89-112, – „The medieval pottery of the Serbian Lower-Danube Basin“, 113-119
- „Истраживање споменика у Врелу, Шаркамен“, Старинар XXXI, Београд 1980 (1981), 87-92, – „Etudes des monuments de Vrelo“, Шаркамен, 93.
- „Нека запажања о властелинским шлемовима на ликовним представама у Србији XIV-XV столећа“, Зборник Филозофског факултета XVI, Београд 1989, 147-162.
- „Етнички простор Срба на Балкану у средњем веку у светлу археолошких и писаних извора“, Етнички састав становништва Србије и Црне Горе и Срби у СФР Југославији, Географски факултет Универзитета у Београду и „Стручна књига“, Београд, 1993, стр. 19-40.
- „Баранда код Опова, насеље касноантичког доба: Има ли Словена у Банату и Бачкој у III-IV столећу?“, Изложба о исходима археолошког истраживања код Опова (каталог), „Кућа Крсмановића“, Београд, март-април 1994.
- „Словенске културе касноантичког доба“, Рад Музеја Војводине, бр. 37-38, Нови Сад, 1995/96, стр. 77-82.
- „Погреб Срба у раном средњем веку“, Труды VI Международного Конгресса славянской археологии. Том 1: Проблемы славянской археологии, стр. 382-393, Москва 1997.
- „Словени у источној Србији у VI и VII столећу“, Археологија источне Србије, научни скуп „Археологија источне Србије“, Београд - Доњи Милановац, децембар 1995. године, (ур. М. Лазић), Београд, 133-149.
- „Словенске особине насеља позноримског доба на југоистоку Паноније“,
- „Михољска превлака - истраживања у 1997“, коауторски: Ђ. Јанковић, Милена Живковић, Горан Симоновић, Ђорђе Ћапин, Гласник Српског археолошког друштва, бр. 14, 1998, стр. 137-143.
- „Манастир Добрун - археолошка истраживања у 1997. години“, Наше старине, Републички завод за заштиту културно-историјског и природног насљеђа Републике Српске, Бања Лука, 1998, бр. 1, стр. 41-48.
- „Две цркве у околини Гацка“, Наше старине, бр. 1, Републички завод за заштиту културно-историјског и природног насљеђа Републике Српске, Бања Лука, 1998, 55-58.
- „Средњи век Косова и Метохије - археолошка истраживања“, Гледишта, вол. 40, бр. 3-4, стр. 112-114, 1999
- „Средњовековна култура Срба на граници према Западној Европи“, Традиционална култура Срба у Српској Крајини и Хрватској, Етнографски музеј, Београд 2000, стр. 9-22.
- „Неке особености старог погребног обреда Срба“, Митолошки зборник, б. 2, Центар за митолошке студије Србије, Рача, 2000, 95-106.
- „Словенски и српски погребни обред у писаним изворима и археолошка грађа“, Гласник Српског археолошког друштва, број 17, Београд 2001, стр. 119-128.
- „Археологија археологији, поводом рецензије Милоја Васића текста Станка Трифуновића“, Гласник Српског археолошког друштва, бр. 17, 2001, стр. 271-282.
- „Касноантичка триконхална црква манастира Светих Апостола Петра и Павла код Требиња“, Гласник Српског археолошког друштва, вол. 19, бр. 18, 2002, стр. 99-124.
- „Словени у северном Илирику 6. столећа“, Гласник Српског археолошког друштва, вол. 21, бр. 20, 2004, стр. 39-61.
- „О цркви Рашке доба пре Немање“, Гласник Српског археолошког друштва, вол. 21, бр. 20, 2004, стр. 63-80.
- „Археолошка сведочанства о пореклу Албанаца и потомцима Илира“, Излагање са стручно-научног скупа „Методолошки проблем истраживања порекла Албанаца“, Српска академија наука и уметности, Београд, 21. јуна 2007. Објављено у зборнику радова Албанци лажни Илири, „Пешић и синови“, Београд 2007.
- „О називу Диоклеје пре Немањића“, Пројекат Растко, 2007.
- „Како се Диоклеја називала у Позном средњем веку“, Пројекат Растко, 2007.
- „Сведочења археолошког наслеђа 4-11. столећа Косова и Метохије“, Пројекат Растко, 2007.
- „О проучавању и публиковању утврђених места у Србији из VII-X столећа“ Архивирано на веб-сајту  (13. октобар 2023), Гласник Српског археолошког друштва, 28/2012 (2013)